# Al Doilea Război Italo-Etiopian
Războiul dintre Regatul Italiei și Imperiul Etiopian din 1935-1936 a fost al doilea dintre cele două țări. Primul conflict armat dintre ele avusese loc deja în 1896, și s-a încheiat cu victoria Etiopiei la Adoua, care a respins astfel încercarea italienilor de a o ocupa. A fost o înfrângere care a stopat pentru moment expansionismul italian în Africa. Italia era prezentă în Cornul Africii din 1896, când trupe italiene au ocupat inițial portul eritrean Masaua. 

## Continuarea vechiului conflict
Ajuns la putere cu partidul sau, Partidul Național Fascist, Benito Mussolini a căutat să concretizeze ambițiile imperialiste italiene în Africa, și la începutul anilor '30 s-a pregătit să atace (din nou) Imperiul Etiopian al împăratului Haile Selassie. 
Trupele italiene au fost transportate spre Eritreea și la data de 3 octombrie 1935 au intrat pe teritoriul etiopian.

## Ineficiența Ligii Națiunilor
Liga Națiunilor, din care făceau parte atât Italia cât și Etiopia, a fost solicitată de suveranul etiopian, Haile Selassie, până să înceapă războiul, să medieze în conflict. Dar prin influența unor tratate politice existente între Franța, Marea Britanie și Italia nu s-a putut ajunge la o implicare concretă a Ligii, care să determine Italia să renunțe la continuarea planului său de agresiune. Unele minore sancțiuni, hotărâte totuși inițial contra agresorului italian, au fost sistate după victoria italiană, în 1936.

## Războiul
Deși Italia era mai bine înarmată, etiopienii nu au cedat prea repede și abia la sfârșitul lunii ianuarie 1936 și în februarie italienii obțin succese, dar nu decisive. Etiopienii aveau în mare parte armament vechi și nu dispuneau de aviație. Astfel, la sfârșitul lui aprilie s-a văzut clar victoria Italiei, și în luna mai ei au ocupat capitala Etiopiei, Addis Abeba. Împăratul etiopian, Haile Selassie a fost forțat să se exileze. Prim-ministrul fascist Mussolini declara triumfător după înfrângerea trupelor etiopiene, de la un balcon situat în piața Veneției din Roma: "Etiopia este italiană!".

## Ocupația militară
A rezultat ocupația militară a Etiopiei, care a fost anexată așa zisei Africi Orientale Italiene (AOI-Africa Orientala Italiana), imperiu colonial italian. Regele italian Victor Emmanuel al III-lea a fost proclamat împărat al Etiopiei, iar mareșalul Pietro Badoglio guvernator general (și vicerege) al noii colonii italiene. Pe 11 iunie 1936 Badoglio a fost înlocuit cu noul promovat mareșal, Rodolfo Graziani. Ocupația italiană a durat până după începutul celui de Al Doilea Război Mondial.

## Eliberarea Etiopiei
În iunie 1940, Mussolini a intrat alături de conducătorul german (Führer), Adolf Hitler, în războiul mondial. Ca urmare, în Cornul Africii, unde este situată Etiopia s-au desfășurat lupte între armata italiană față de forțele unite ale Marii Britanii, Commenwealthului, Franței libere, Belgiei libere și armatei etiopiene de eliberare. În cursul Campaniei Est-Africane care a durat până spre sfârșitul anului 1941, trupele italiene au fost înfrânte, Etiopia a fost eliberată și suveranul ei, Haile Selassie, a revenit din exil.